# فتق إربي غير مباشر
فتق أربي غير مباشر هو فتق خلقي congenital hernia بصرف النظر عن عمر المريض، وهو يحدث نتيجة بروز لأحشاء البطن من خلال الناتئ الغمدي processus vaginalis،.

## الأسباب
عندما يحتوى الناتئ على أحشاء viscera يسمى فتق إربي غير مباشر، وعندما يتدفق السائل الصفاقي peritoneal fluid بين الفراغ والصفاق، تتكون قيلة مائية مستطرقة communicating hydrocele، وعندما يتجمع السائل بالصفن أو الحبل المنوي دون تبادل السائل مع الصفاق، تتكون قيلة مائية غير مستطرقة بالصفن noncommunicating scrotal hydrocele، أو قيلة مائية بالحبل المنوي.
يتكون من ضعف الجدار الخلفى للفتاق الاربى ولا يصل عادة إلى أحجام كبيرة.

## العلاج
حسب الحالة وقد لا تستلزم تدخلاً جراحياً.